# Kościół św. Wawrzyńca i klasztor Bonifratrów we Lwowie
Kościół św. Wawrzyńca  i klasztor Bonifratrów we Lwowie – był położony przy ul. Łyczakowskiej 26 (ukr.Личаківській, 26) w dzielnicy Łyczaków (ukr. Личаків).

## Historia kościoła i klasztoru
Pierwotny, jednonawowy kościół pw. św. Wawrzyńca wzniesiony został w 1536 w miejscu uznawanym za cudowne, na którym wcześniej stała kapliczka z obrazem św. Wawrzyńca.
We wrześniu 1659 ówczesny starosta jaworski i chorąży wielki koronny, Jan Sobieski dokonał fundacji w wysokości 30000 złotych na cele nowego kościoła i szpitala dla ojców Bonifratrów. Stosownej zgody udzielili arcybiskup lwowski Jan Tarnowski, magistrat Lwowa oraz kapituła metropolitalna. Fundacja została zabezpieczona na dobrach Błudów. Bonifratrzy otrzymali ponadto kamienicę przy ul. Krakowskiej oraz kilka placów.
Wykonanie projektu założenia powierzono inżynierowi królewskiemu Benoit oraz pochodzącemu z Gdańska kapitanowi Adolfowi Boyowi. Budowę zespołu w stylu barokowym rozpoczęto w roku 1688. Prace nadzorował pełnomocnik króla, ks. kanonik Kazimierz Humniewicz. Wystrojem budowli zajęli się nadworni rzeźbiarze. Jan Sobieski, już jako król, nadal wspierał materialnie budowę kościoła, klasztoru i szpitala, w którym mieli przebywać starzy, zasłużeni żołnierze. W 1694 r. odwiedził osobiście budowę. Prace budowlane zakończono w 1696. Budowa kościoła, klasztoru I szpitala pochłonęła w sumie 100000 złotych. Był to jedyny nowy kościół wzniesiony we Lwowie za panowania Jana III Sobieskiego.
W 1772, w momencie zajęcia Lwowa przez Austriaków w wyniku pierwszego rozbioru Polski w szpitalu św. Wawrzyńca pracowało 7 braci zakonnych. W 1785, w wyniku reform józefińskich przeprowadzonych przez cesarza Austrii Józefa II zakon Bonifratrów uległ kasacie, a cały zespół klasztorny zamieniono na szpital garnizonowy korpusu lwowskiego armii austriackiej. Pod koniec XVIII w. cały kompleks gruntownie przebudowano, pozostawiając tylko barokową fasadę kościoła i ozdobny portal od strony ul. Łyczakowskiej.
Zmiana dokonana przez Austriaków okazała się trwała – szpital istniał w tym miejscu za każdej kolejnej władzy panującej we Lwowie: rosyjskiej (1914—1915), ponownie austriackiej (1915—1918), pоlskiej (1918-1939), radzieckiej (1939-1941), niemieckiej (1941—1944), ponownie radzieckiej (1944—1991) i ukraińskiej (po 1991).